# فرودگاه الک هیلس-بوتونویلوو
فرودگاه الک هیلس-بوتونویلوو (به انگلیسی: Elk Hills-Buttonwillow Airport) یک فرودگاه است که یک باند فرود آسفالت دارد و طول باند آن ۹۹۴ متر است. این فرودگاه در کشور ایالات متحده آمریکا قرار دارد و در ارتفاع ۹۹٫۴ متری از سطح دریا واقع شده است.